# Joachim Reichstein
Joachim Reichstein (* 5. Januar 1939 in Lüben, Niederschlesien) ist ein deutscher Prähistoriker.

## Leben
Reichstein wurde 1967 an der Universität Kiel promoviert und arbeitete danach zunächst beim Landesamt für Vor- und Frühgeschichte in Schleswig, anschließend am Institut für Ur- und Frühgeschichte der Universität Kiel.
Danach wechselte er zum Landesamt für Vor- und Frühgeschichte von Schleswig-Holstein (1996 umbenannt in Archäologisches Landesamt Schleswig-Holstein). Von 1983 bis 2004 leitete er das Amt und war Landesarchäologe von Schleswig-Holstein.
1987 wurde er „in Anerkennung seiner hervorragenden Verdienste um die archäologische Denkmalpflege im Lande Schleswig-Holstein und in Würdigung seiner wissenschaftlichen Leistungen im Dienste der Landesarchäologie“ mit der Ehrenprofessur des Landes Schleswig-Holstein ausgezeichnet.

## Schriften (Auswahl)
- Die kreuzförmige Fibel. Zur Chronologie der späten römischen Kaiserzeit und der Völkerwanderungszeit in Skandinavien, auf dem Kontinent und in England, Neumünster: Wachholtz, 1975. (= Dissertation)
- mit Georg Kossack (Hrsg.): Archäologische Beiträge zur Chronologie der Völkerwanderungszeit, Bonn: Habelt, 1977, ISBN 3-7749-1340-4.